# Stepanakert
Xankəndi, in het Nederlands ook geschreven als Chankendi of Armeens Stepanakert (Armeens: Ստեփանակերտ; Stepanakert) is een stad in Azerbeidzjan. Tot 2023 was het de hoofdstad van Nagorno-Karabach. Tijdens de Oorlog in Nagorno-Karabach werd de stad zwaar beschadigd door bombardementen. De stad werd daarna grotendeels gereconstrueerd. In 2012 had Stepanakert ruim 53.000 inwoners.
Na de aanval op Nagorno-Karabach in 2023 zijn vrijwel alle Armeniërs de stad ontvlucht en hebben zich enkele duizenden Azerbeidzjanen gevestigd in de stad.

## Geschiedenis
Nabij de plaats van de huidige stad lag vanaf de 4e eeuw de Armeense woonplaats Vararagn. Aan het eind van de 18e eeuw werd Vararagn de winterwoning van de kan van Şuşa en kreeg de naam  Chankendi (Xankəndi; "plaats van de kan"). Na de Kaukasusoorlog werd in 1847 bij Vararagn een Russische legerbasis opgericht.
De huidige stad werd gesticht na de Oktoberrevolutie, toen in 1921 Varargn-Chankendi, samen met Nagorno-Karabach, door Jozef Stalin aan de Azerbeidzjaanse sovjetrepubliek toegewezen werd. Eerst werd bekendgemaakt dat het grotendeels verwoeste Şuşa weer hersteld zou worden als hoofdstad van Nagorno-Karabach. Het decreet in 1923 van de Azerbeidzjaanse Sovjetoverheid, waarbij Nagorno-Karabach tot de Nagorno-Karabachse Autonome Oblast (NKAO) werd uitgeroepen, wees Chankendi aan als de nieuwe hoofdstad. Op 6 oktober van hetzelfde jaar hernoemde de regering van de NKAO Chankendi tot Stepanakert; ter ere van de Armeense revolutionair Stepan Sjahoemjan, die in 1918 tijdens de Russische Burgeroorlog door de Engelsen in Bakoe doodgeschoten werd. Tevens kreeg Stepanakert toen de status van stad.
Na het uiteenvallen van de Sovjet-Unie sprak de regering van het autonome gebied zich in 1988 uit voor aansluiting bij Armenië, waarna de oorlog uitbrak waarnok Azerbeidzjaanse milities gesteund door Sovjettroepen vergeefs het gezag probeerden te herstellen. In andere delen van Azerbeidzjan vonden pogroms plaats tegen etnische Armenen. Daarop brak een grootschalig etnisch conflict uit in de hele regio. Tot het jaar 1993 werd Stepanakert samen met andere Karabachse woonplaatsen, onder meer vanuit Şuşa, Xocalı en Ağdam, aangevallen met Grad raketten, waardoor de hoofdstad zwaar beschadigd raakte en duizenden mensen omkwamen. Volgens Time Magazine was er in Stepanakert nauwelijks een gebouw te zien dat niet beschadigd was. Bovendien leed de stad aan hongersnood, daar het hele gebied afgesloten werd door Azerbeidzjan. Armeense milities en het Verdedigingsleger van Nagorno-Karabach veroverden na de inname van Şuşa het gehele gebied tussen Nagorno-Karabach en Armenië, waarmee een geografische eenheid was geschapen.
In 2020 laaide het conflict in Nagorno-Karabach weer ernstig op. De stad werd hierdoor zwaar getroffen en ongeveer 40% van de inwoners ontvluchtte de stad. Er raakten totaal ruim 4200 gebouwen beschadigd.
Als gevolg van de aanval op Nagorno-Karabach in 2023 hebben nagenoeg alle Armeniërs de stad verlaten. Sindsdien hebben enkele duizenden Azerbeidzjanen zich in de stad gevestigd.

## Economie
Voor de oorlog richtte de economie van Stepanakert zich vooral op voedselverwerking, zijdeweven en het maken van wijn. Door de oorlog raakte de economie van de stad zwaar beschadigd, maar deze herstelde zich later, vooral door investeringen van de Armeense diaspora.

## Geboren in Stepanakert
- Serzj Sarkisjan (1954), president van Armenië (2008-2018)
- Robert Kotsjarian (1954), president van de republiek Nagorno-Karabach en tweede president van Armenië (1998-2008)
- Fakhraddin Manafov (1955), Azerbeidzjaans acteur en schrijver
- Bako Sahakjan (1960), Artsach-Armeens politicus
- Arajik Haroetjoenian (1973), politicus
- André (1979), zanger
- Vladimir Arzumanian (1998), zanger

## Zustersteden
- Montebello (Californië, Verenigde Staten)

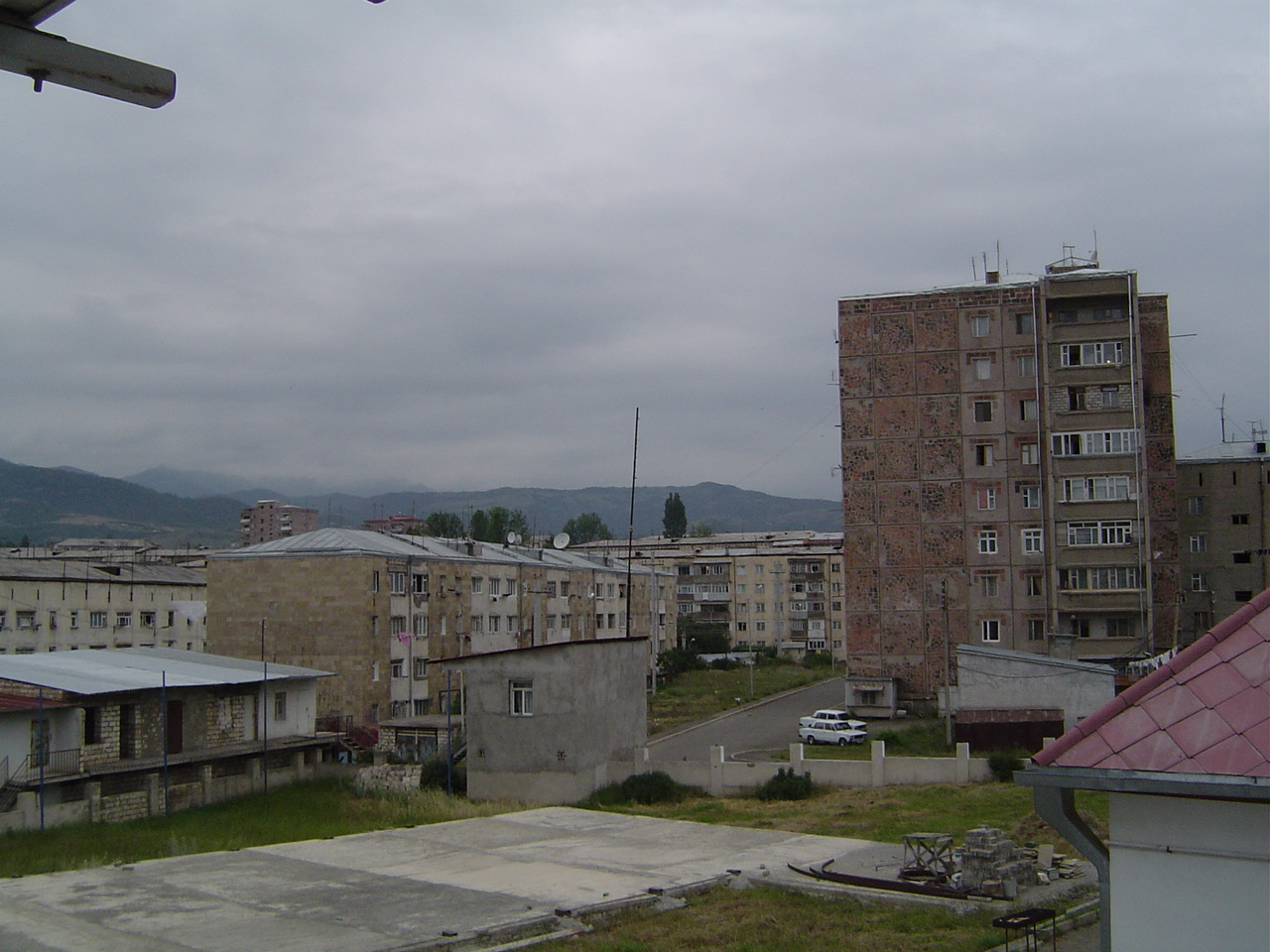
Typische Sovjetgebouwen in Stepanakert.
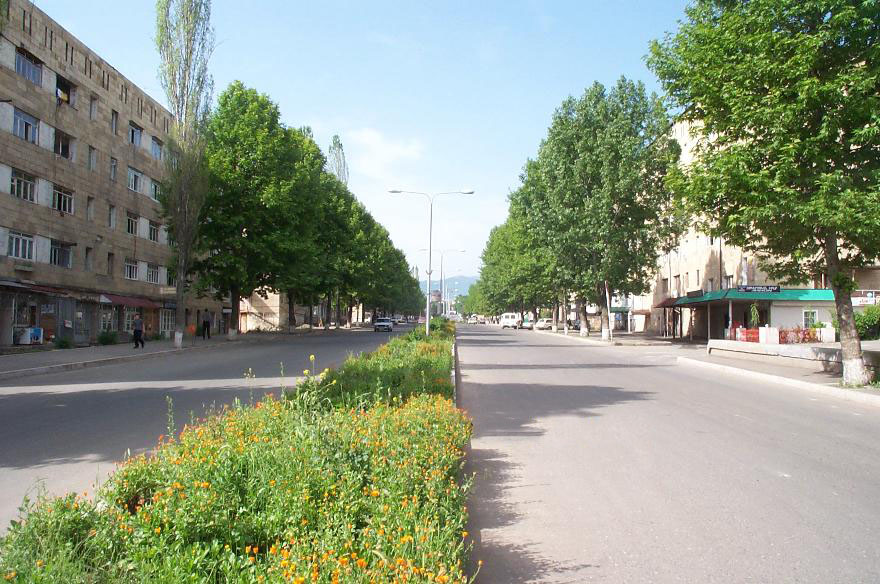
Een van de hoofdwegen in de stad.